# Volissós
Volissós, en grec moderne : Βολισσός, est un village de l'île de Chios en Grèce.
Selon le recensement de 2011, la population du village s'élève à 223 habitants.

## Personnalité liée au village
- Matrona de Chios